# Acanthocera marginalis
Acanthocera marginalis är en tvåvingeart som beskrevs av Walker 1854. Acanthocera marginalis ingår i släktet Acanthocera och familjen bromsar. Inga underarter finns listade i Catalogue of Life.